# Rubis (couleur)
Pour les articles homonymes, voir Rubis (homonymie).

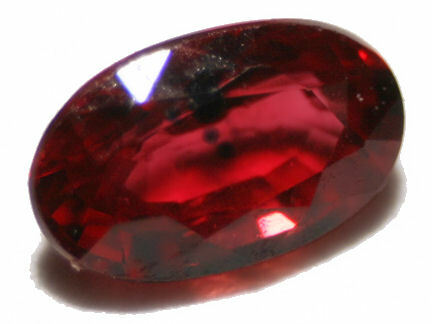
Rubis

Le rouge rubis est une teinte de rouge. Pour les auteurs du Répertoire de couleurs, de 1905, c'est une couleur brillante qui « rappelle un peu celle de la pierre précieuse de ce nom » (RC). Il s'agit d'un rouge profond, de ceux qui tirent sur le violet ; ce nom de couleur est rarement modifié par un adjectif. Pour des auteurs comme Chevreul, le rouge rubis est le rouge type.
Au XIXe siècle, Michel-Eugène Chevreul a entrepris de repérer les couleurs entre elles et par rapport aux raies de Fraunhofer. Il estime que le rouge rubis est Rouge 11 ton, c'est-à-dire de même teinte que la couleur dont le nom vulgaire en teinturerie est rouge cerise, à de petites différences de clarté près ; le rouge turc sur coton du teinturier Steiner ne diffère que d'un ton dans l'échelle de clarté.
Cette notion du rouge rubis correspondant au rouge pur, profond, élaborée en collaboration avec des praticiens coloristes, se trouve coïncider avec le développement technologique du laser à rubis, qui donne un rayonnement monochromatique cohérent de longueur d'onde 694,3 nanomètres, dont la couleur, pour autant qu'un écran informatique puisse s'en approcher, est #D40046.
Le nom de couleur rubis, avec ce sens, s'applique assez fréquemment à la robe du vin, notamment celle du Porto ruby.

## Nuanciers
Le  nuancier RAL indique RAL 3003 Rouge rubis.
Dans les nuanciers pour les beaux-arts, on trouve 388 Rouge rubis.
Dans le domaine de la mode, la couleur peut être sensiblement plus violacée. Chevreul cote le Rubis sur soie de Guinon 4-violet-rouge 10 ton.
Pour la décoration, la couleur semble plus inspirée de celles que peut prendre la pierre précieuse : Rubis 1, Rubis 2, Rubis 3, Rubis 4, Rubis 6